# Prospekt Vernadskogo
Prospekt Vernadskogo (in russo Проспе́кт Верна́дского?) è una stazione della Metropolitana di Mosca, situata sulla Linea Sokol'ničeskaja, all'incrocio tra Prospekt Vernadskogo e Via Udaltsova.
Costruita nel 1963, è conforme al design standard con i piloni utilizzati per tutte le stazioni degli anni sessanta. La fermata presenta pilastri ricoperti di marmo giallo degli Urali e mura dipinte di strisce gialle e blu. L'ingresso sulla banchina contiene un busto di colui che dà il nome alla stazione, Vladimir Ivanovič Vernadskij. Gli architetti furono Ivan Taranov e Nadezhda Bykova.